# Judith Sargentini
Judith Sargentini (megközelítő holland nyelvű kiejtése: judit szarhentini; Amszterdam, 1974. március 13. –) holland politikus, az Európai Parlamentben a holland Baloldali Zöldek (GroenLinks) tagja, az Európai Zöld Párt képviselője. Korábban az amszterdami városi tanács baloldali zöld párti frakciójának vezetője volt.

## Életrajza
Apai ági ősei a toszkánai Lucca megyei Bozzanóban éltek. Sargentini úgy jellemzi családját mint „politikailag nagyon is tudatosat”. Szülei már gyermekként magukkal vitték a nukleáris fegyverek Hollandiában történő elhelyezése elleni tüntetésekre. 1986 és 1992 között az amszterdami Spinoza Lyceum középiskolába járt. Önéletrajza szerint a középiskola után, 1992-től kezdve, modernkori történelmet tanult az Amszterdami Egyetemen a totalitárius rendszerekre és Európa demokratizációjára specializálódva, és 1999-ben mesterfokozatot szerzett.
A politikai életben 1990 óta aktív, először a baloldali Pacifista Szocialista Párt politikai ifjúsági szervezetében, a PSJG-ben, később pedig a DWARS, a Baloldali Zöldek politikai ifjúsági szervezetében, egy új politikai pártban dolgozott, amely a PSZP-ben egyesült. Tanulmányai alatt is aktív volt a nemzetközi hallgatói mozgalomban. Vegetáriánus.

## Politikai pályafutása
1995–96-ban a holland Nemzeti Hallgatói Unió titkára, 1998-tól az Európai Hallgatói Unió vezetőségi tagja volt.
2002-ben beválasztották az amszterdami városi tanácsba, miután 1999-től 2002-ig a testület kooptált asszisztense volt. 2006-tól 2009-ig az amszterdami önkormányzatban a Baloldali Zöldek vezetőjeként a munka és jövedelem, az ifjúságpolitika és a közrendet érintő kérdések szóvivője volt.
Városi tanácsi tagsága mellett különböző civil szervezetekben dolgozott a fejlesztési együttműködés területén. 2000–2001-ben nemzetközi koordinátor volt az Európai Információk és Cselekvések Hálózata szervezetben, Dél-Afrikában. Ezt követően a Végzetes Tranzakciók alapítvány nemzetközi kampányának koordinátora, amely kiemelt kérdésként foglalkozik az afrikai polgárháborúkat finanszírozó illegális nemzetközi gyémántkereskedelemmel. 2003-tól 2007-ig a holland Dél-Afrika Intézet lobbistájaként működött, azóta a fejlesztési együttműködési szervezetek európai szövetsége, a Eurostep szakértője.

## Az Európai Parlament tagjaként, 2009 óta

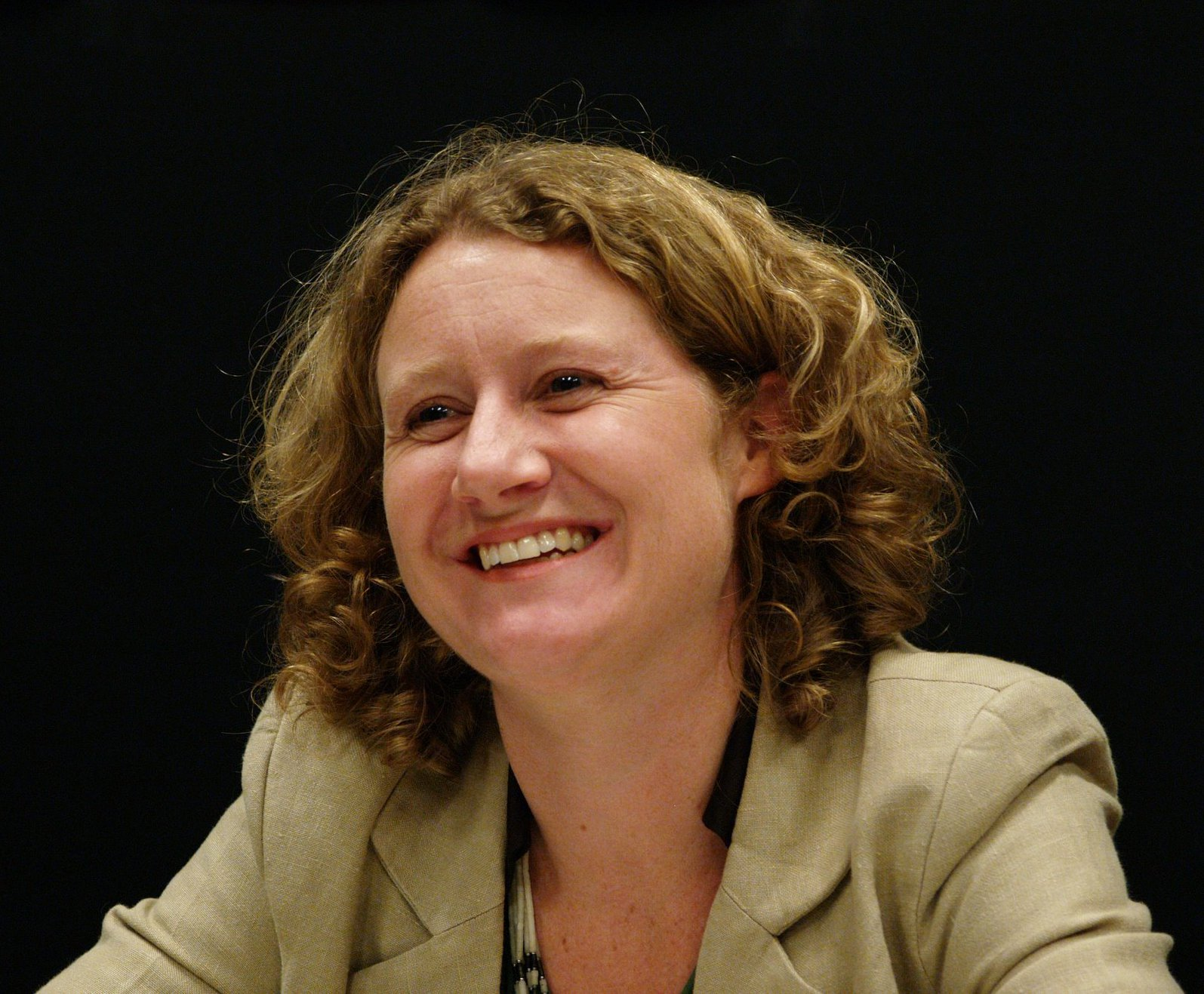
2009-ben

A 2009-es európai parlamenti választásokon jelölték a Baloldali Zöldek frakciója vezetőjének tisztségére. Aspiránsként hangsúlyozta, hogy olyan kérdésekkel kíván foglalkozni, mint a fejlesztési együttműködés, a migráció, az éghajlatváltozás és az emancipáció. Február 8-án bejelentették, hogy öt kör után, 52,4%-os eredménnyel frakciója listavezetőjének megválasztották.

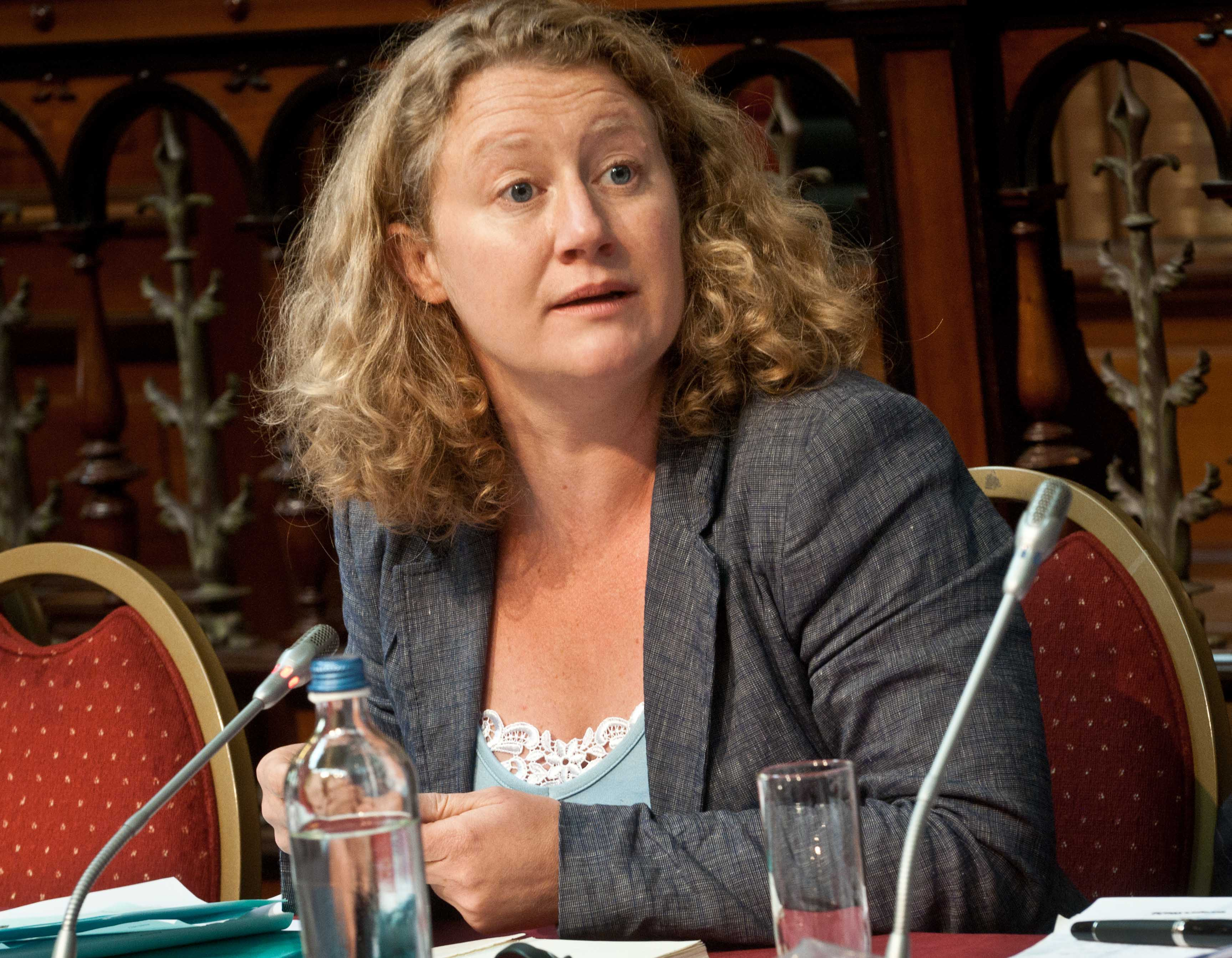
2011-ben

Sargentini az Európai Parlament Polgári Szabadságjogok Igazságügyi és Belügyi bizottságának tagja, a Fejlesztési Bizottságnak alelnöke lett. 2009 és 2013 között ő volt a GroenLinks-küldöttség elnöke. Bizottsági feladatai mellett tagja az Európai Parlament LMBT-jogok frakcióközi munkacsoportjának is. Egyik alelnöke a fair trade frakcióközi munkacsoportnak (a Tisztességes Kereskedelmi Érdekképviselet szponzorálásával), valamint az innováció, a gyógyszerekhez való hozzáférés, valamint a szegénységgel kapcsolatos betegségek (az Orvosok Határok Nélkül támogatásával) munkacsoportnak.
A parlamentben az ásványi anyagok konfliktusának előadója. 2014-ben Arturs Krišjānis Kariņšsel meggyőzte képviselőtársait, hogy új szabályokat hozzanak, amelyek alapján közhiteles nyilvántartások jönnek létre, felsorolva az összes uniós vállalat tényleges tulajdonosi körét.
Számos alkalommal vezetett EU-s választási megfigyelő missziót, pl. a 2014-es tunéziai parlamenti választásokat és a 2015-ös tanzániai általános választásokat.

## Egyéb tevékenységek
- A Nemzetközi Tisztességes Tárgyalások patronálója
- Az Ellenállási Múzeum igazgatótanácsi tagja

## Magyarországgal kapcsolatos tevékenysége
2018 elején  Magyarországra utazott, hogy a jogállamiság helyzetét a helyszínen is tanulmányozza, és az Európai Parlament korábbi határozata alapján elkészíthesse a Magyarországnak a lisszaboni szerződés 7. cikkelye szerinti eljárás alá vonását előkészítő LIBE-jelentést (ami akár az ország uniós szavazati jogának megvonásához is vezethet).
A jelentést végül a bizottság 37/19 szavazati aránnyal elfogadta, a legfőbb plénum szeptember 11-én vitatta meg, és szeptember 12-én azt az Európai Parlament 448 igen, 197 nem és 48 tartózkodás mellett elfogadta.

## Fordítás
Ez a szócikk részben vagy egészben  a   Judith Sargentini című angol Wikipédia-szócikk ezen változatának fordításán alapul.  Az eredeti cikk szerkesztőit annak laptörténete sorolja fel. Ez a jelzés csupán a megfogalmazás eredetét és a szerzői jogokat jelzi, nem szolgál a cikkben szereplő információk forrásmegjelöléseként.